# Tomoe Ueno
Tomoe Ueno –en japonés, 上野 巴恵, Ueno Tomoe– (1 de noviembre de 1989) es una deportista japonesa que compitió en judo. Ganó dos medallas en el Campeonato Asiático de Judo en los años 2009 y 2012.

## Palmarés internacional
| Campeonato Asiático | Campeonato Asiático  | Campeonato Asiático | Campeonato Asiático |
| Año                 | Lugar                | Medalla             | Categoría           |
| ------------------- | -------------------- | ------------------- | ------------------- |
| 2009                | Taipéi (Taiwán)      | Medalla de oro      | –70 kg              |
| 2012                | Taskent (Uzbekistán) | Medalla de plata    | –70 kg              |